# Plastic Smile
Plastic Smile è il secondo singolo del gruppo musicale inglese Merton Parkas, pubblicato nel 1979 dalla Beggars Banquet Records.
Come Lato B venne scelta The Man with the Disguise.

## Tracce
Lato A
1. Plastic Smile

Lato B
1. The Man with the Disguise

## Musicisti
- Danny Talbot – voce, chitarra
- Mick Talbot – tastiera, voce
- Neil Wurrel – basso
- Simon Smith – batteria